# Pelin Ünker

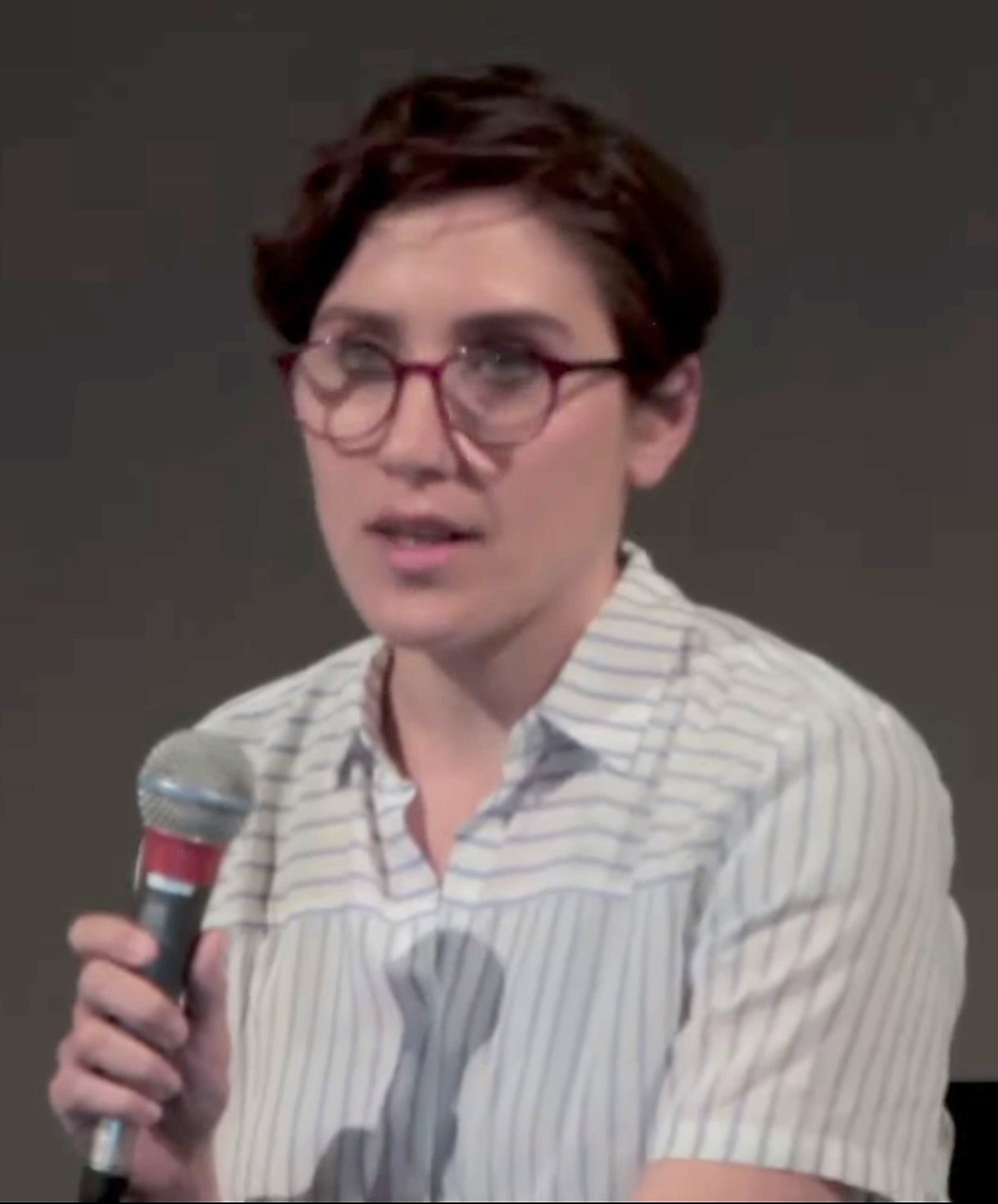
Pelin Ünker

Pelin Ünker (* 27. Juni 1984) ist eine türkische Investigativjournalistin.

## Leben
Pelin Ünker studierte Wirtschaftswissenschaften an der Universität Istanbul und erlangte 2006 ihren Bachelor und anschließend ihren Master. Von 2008 bis Ende 2018 arbeitete sie als Journalistin der Zeitung Cumhuriyet im Wirtschaftsressort. Sie übersetzte das Buch Secret Wars of Carlos the Jackal von John Follain über den Terroristen Ilich Ramírez Sánchez, bekannt als Carlos, der Schakal, ins Türkische. 2012 arbeitete Ünker bei der Deutschen Welle in Berlin. Sie veröffentlichte nebenher Karikaturen in den Magazinen Penguen, Fermuar, Uykusuz und auch in der Cumhuriyet.

## Wirken
Ünker war an der mit dem Pulitzer-Preis ausgezeichneten Recherche zu den Panama Papers sowie an den Paradise Papers beteiligt und recherchierte die Verwicklungen der Türkei. Unter anderem hatte sie aufdecken können, dass die Söhne des AKP-Politikers Binali Yıldırım zur Steuervermeidung in Malta fünf Offshore-Unternehmen gegründet hatten, die vom türkischen Staat mit Millionensummen bevorteilt wurden. Ähnliche Verstrickungen hatte sie auch für die Familie Recep Tayyip Erdoğans aufzeigen können. Binali Yıldırım und seine Söhne zeigten Ünker daraufhin wegen übler Nachrede an. Am 8. Januar 2019 wurde Ünker in der Türkei deswegen zu einer Haftstrafe von 13 Monaten und 15 Tagen und zu einer Geldstrafe von 8600 türkischen Lira (1360 Euro) verurteilt. Die Strafe wurde nicht zur Bewährung ausgesetzt. Der Bevollmächtigte der OSZE, Harlem Désir, protestierte in einem Schreiben gegen das Urteil. Auch  Erdoğans Schwiegersohn, Minister Berat Albayrak, erstattet wegen der Veröffentlichungen aus den Paradise Papers Anzeige gegen Ünker und verlor gegen sie ein Gerichtsverfahren.
In April 2019 präsentierte sie ihre Arbeit auf der Konferenz DARK HAVENS: Confronting Hidden Money and Power des Disruption Network Labs in Berlin während des Panels SILENCED BY POWER: Anti-corruption Journalists and Whistleblowers Facing Violence and Persecution. In März und Mai 2019 wurden beide anhängigen Gerichtsverfahren annulliert.
Ünker ist Mitglied des Internationalen Netzwerks investigativer Journalisten (ICIJ).